# Wital Trubiła
Wital Waleriewicz Trubiła (biał. Віталь Валер'евiч Трубіла, ur. 7 stycznia 1985 w Brześciu) – białoruski piłkarz grający na pozycji pomocnika. Od 2013 roku jest zawodnikiem klubu Dynama Mińsk.

## Kariera klubowa
Swoją karierę piłkarską Trubiła rozpoczął w klubie Dynama Mińsk. W 2004 roku awansował do kadry pierwszego zespołu i wtedy też zadebiutował w jego barwach w pierwszej lidze białoruskiej. W debiutanckim sezonie wywalczył mistrzostwo Białorusi. W 2005 roku został wypożyczony do klubu FK Daryda.
W 2006 roku Trubiła został zawodnikiem czeskiego zespołu SIAD Most. W 2008 roku spadł z nim do drugiej ligi. Wiosną 2009 przeszedł do Tescomy Zlín. Latem 2009 został piłkarzem Slavii Praga, w której zadebiutował 21 listopada 2009 w zremisowanym 1:1 wyjazdowym meczu z FK Jablonec. W Slavii grał w sezonie 2009/2010.
W 2010 roku Trubiła przeszedł do Bohemians 1905. Swój debiut w nim zanotował 26 lipca 2010 w zremisowanym 1:1 wyjazdowym meczu z FC Hradec Králové. W Bohemians 1905 spędził pół sezonu i w 2011 roku ponownie został zawodnikiem Slavii Praga. W Slavii grał do 2012 roku.
W 2012 roku Trubiła wrócił do Dynamy Mińsk.
| Sezon   | Klub           | Kraj     | Rozgrywki        | Mecze | Bramki |
| ------- | -------------- | -------- | ---------------- | ----- | ------ |
| 2004    | Dynama Mińsk   | Białoruś | Wyszejszaja liha | 6     | 0      |
| 2005    | FK Daryda      | Białoruś | Wyszejszaja liha | 20    | 2      |
| 2005/06 | SIAD Most      | Czechy   | Gambrinus Liga   | 1     | 0      |
| 2006/07 | SIAD Most      | Czechy   | Gambrinus Liga   | 10    | 0      |
| 2007/08 | SIAD Most      | Czechy   | Gambrinus Liga   | 21    | 1      |
| 2008/09 | FK Baník Most  | Czechy   | II liga          | 14    | 1      |
| 2008/09 | Tescoma Zlín   | Czechy   | Gambrinus Liga   | 13    | 0      |
| 2009/10 | Slavia Praga   | Czechy   | Gambrinus Liga   | 10    | 0      |
| 2010/11 | Bohemians 1905 | Czechy   | Gambrinus Liga   | 16    | 1      |
| 2010/11 | Slavia Praga   | Czechy   | Gambrinus Liga   | 12    | 1      |
| 2011/12 | Slavia Praga   | Czechy   | Gambrinus Liga   | 25    | 2      |
| 2012    | Dynama Mińsk   | Białoruś | Wyszejszaja liha | 10    | 0      |
| 2013    | Dynama Mińsk   | Białoruś | Wyszejszaja liha |       | -      |

## Kariera reprezentacyjna
Trubiła grał w młodzieżowych reprezentacjach Białorusi. 3 czerwca 2011 zadebiutował w dorosłej reprezentacji w zremisowanym 1:1 meczu eliminacji do Euro 2012 z Francją, rozegranym w Mińsku.